# Bound for Glory
Bound for Glory is een Amerikaanse dramafilm uit 1976 onder regie van Hal Ashby. Het scenario is gebaseerd op de gelijknamige autobiografie uit 1943 van zanger Woody Guthrie.
Deze film was de eerste film waarin een steadicam werd gebruikt.

## Verhaal
Tijdens de Grote Depressie gaan veel Amerikanen hun geluk beproeven in Californië. Tussen die gelukzoekers bevindt zich de reclameschilder Woody Guthrie. Hij trekt zingend door de Verenigde Staten in de hoop op een beter leven.

## Rolverdeling
| Acteur              | Personage          |
| ------------------- | ------------------ |
| David Carradine     | Woody Guthrie      |
| Ronny Cox           | Ozark Bule         |
| Melinda Dillon      | Mary / Memphis Sue |
| Gail Strickland     | Pauline            |
| John Lehne          | Locke              |
| Ji-Tu Cumbuka       | Slim Snedeger      |
| Randy Quaid         | Luther Johnson     |
| Elizabeth Macey     | Liz                |
| Susan Vaill         | Gwen Guthrie       |
| Sarah Vaill         | Gwen Guthrie       |
| Alexandra Mock      | Sue Guthrie        |
| Kimberly Mock       | Sue Guthrie        |
| Miriam Byrd-Nethery | Zieke vrouw        |
| Jane Lambert        | Vrouw              |
| Jan Burrell         | Vrouw              |